# Chelidonium impressicolle
Chelidonium impressicolle är en skalbaggsart som beskrevs av Plavilstshikov 1934. Chelidonium impressicolle ingår i släktet Chelidonium och familjen långhorningar. Inga underarter finns listade i Catalogue of Life.